# Marc Fischbach
Marc Fischbach (Ciutat de Luxemburg, 22 de febrer de 1946) fou un polític luxemburguès, membre del Partit Popular Social Cristià (CSV).
Des de 1979 fins a 1984, Fischbach va ser membre del Parlament Europeu. Va ocupar els càrrecs de Ministre de Defensa i de la Força Pública entre el 20 de juliol de 1984 al 14 de juliol 1989, abans de ser transferit a convertir-se en Ministre de Justícia fins al 30 de gener de 1998, quan ell va dimitir del govern.
És fill del també polític del CSV Marcel Fischbach, que va ser Ministre de Defensa de 1964 a 1967.